# Karl Schwetz
Karl Schwetz (* 4. Juli 1888 in Kanitz, Südmähren; † 21. März 1965 in Wien) war ein österreichischer Maler und Grafiker.

## Leben
Karl Schwetz studierte von 1904 bis 1907 an der Wiener Kunstgewerbeschule bei Willibald Schulmeister, Erich Malina und Anton von Kenner.
1907–1912 war er bei Bertold Löffler. Schwetz war 1923 Gründungsmitglied des Meidlinger Heimatmuseums, dessen Leiter Karl Hilscher war.
1994 wurde der Schwetzweg in Wien-Meidling (12. Bezirk) nach Karl Schwetz benannt.

## Werk
Nach seiner Heirat mit der Keramikerin Ida Schwetz-Lehmann, welche von 1912 bis 1923 Mitglied der Wiener Werkstätte war, war er von 1909 bis 1913 für die Wiener Werkstätte tätig (Entwurf von Postkartenserien).
Karl Schwetz wurde nicht nur durch seine Veduten und Aquarelle bekannt, sondern machte sich schon sehr früh als Buchillustrator, der die Radierung und den Holzschnitt als künstlerische Technik bevorzugte, einen Namen. Er lieferte Modelle für Tafelaufsätze, Vasen, Schalen und Figurinen für die Wiener Porzellanmanufaktur im Schloss Augarten. Für die Künstlerhausausstellung November 1920 und April 1921 modellierte er die Wachsplastiken "Frühling", "Indianerin", "Europa" und "Die schöne Lau". Zusätzlich galt sein Interesse dem Gemmenschneiden und der Herstellung von doppelchörigen Lauten.
Seine in perfekter Technik ausgeführten Radierungen wollten nicht nur ein Bilderbuch mit österreichischen Ansichten sein, sondern sie setzten sich auch mit den Problemen der Zeit auseinander.